# Oedheim

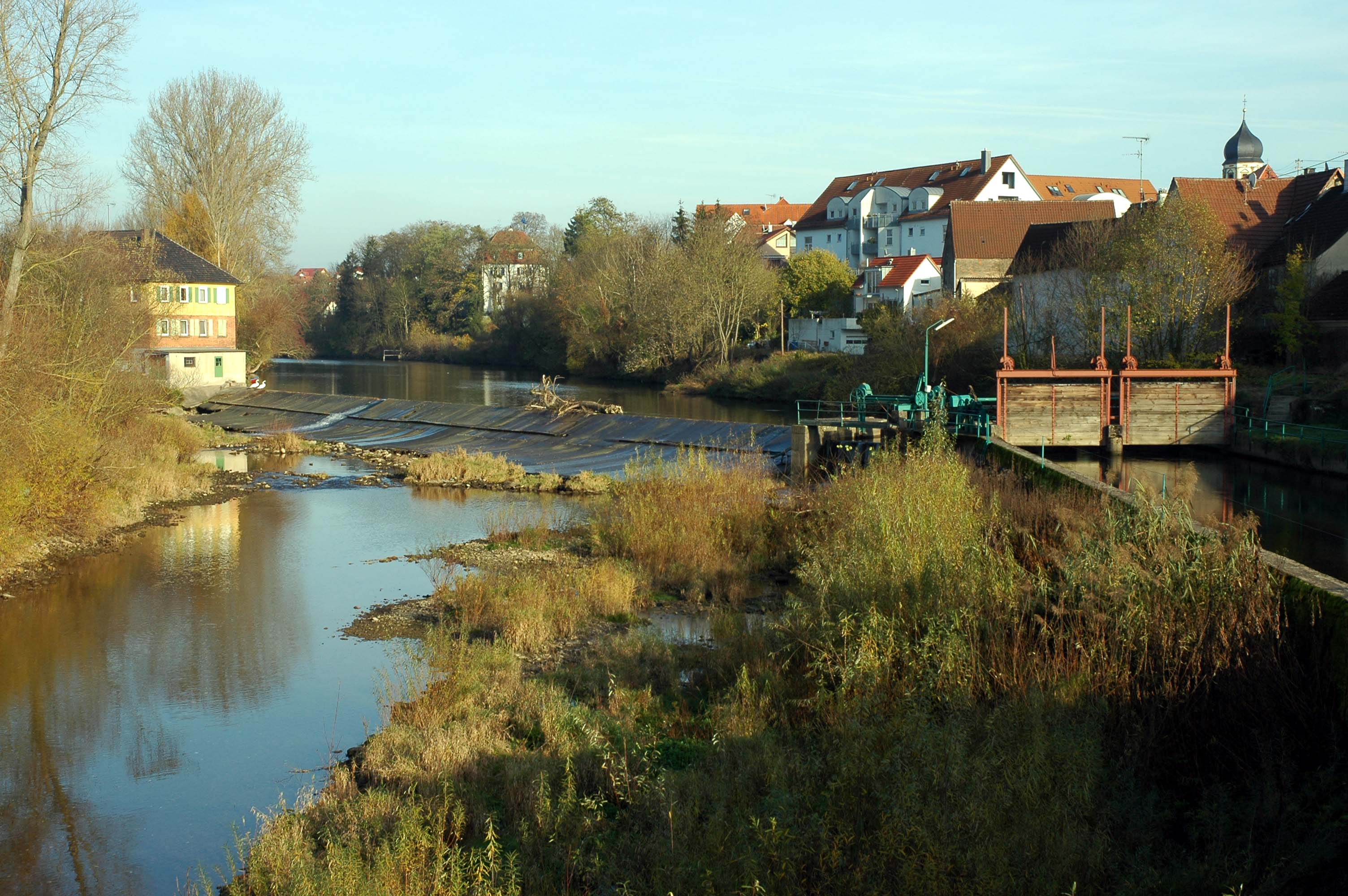
Blick von der Kocherbrücke auf das Wehr

Oedheim (gesprochen:  [ˈøːthaɪ̯m], ⓘ) ist eine Gemeinde und ein Dorf im Landkreis Heilbronn in Baden-Württemberg (Deutschland). Sie gehört zur Region Heilbronn-Franken (bis 20. Mai 2003 Region Franken) und zur Randzone der europäischen Metropolregion Stuttgart.

## Geographie

### Geographische Lage
Oedheim liegt am Unterlauf des Kochers im Norden des Landkreises Heilbronn. Die Gemeinde hat Anteil an den Naturräumen Schwäbisch-Fränkische Waldberge und Hohenloher-Haller Ebene. Die Oedheimer Markung umfasst 1763 Hektar und erstreckt sich über Höhen zwischen 148,60 und 249,50 Metern über Meereshöhe. Die Ortsmitte liegt auf einer Höhe von 166 Metern. Der Großteil der Markungsfläche ist von Löss oder Lösslehm über Lettenkohle und Kalkböden bedeckt und eignet sich daher bestens für Landwirtschaft. Ackerland macht daher mehr als die Hälfte der Markungsfläche aus (1965 waren 1066 von 1763 Hektar Ackerland).

### Nachbargemeinden
Nachbarstädte sind (im Uhrzeigersinn, beginnend im Süden): Neckarsulm, Bad Friedrichshall und Neuenstadt am Kocher, die alle zum Landkreis Heilbronn gehören. Mit Bad Friedrichshall und Offenau ist Oedheim eine Vereinbarte Verwaltungsgemeinschaft eingegangen.

### Gemeindegliederung
Oedheim besteht aus den Ortsteilen Oedheim und Degmarn. Zu Oedheim selbst gehören der Weiler Falkenstein sowie die Höfe Grollenhof, Lautenbach und Willenbach.

### Flächenaufteilung
Nach Daten des Statistischen Landesamtes, Stand 2014.

## Geschichte

### Vorgeschichte und Altertum
Die frühesten Siedlungsspuren aus der Umgebung von Oedheim datieren in die Jungsteinzeit (4000 bis 2000 v. Chr.). Auch aus der Bronzezeit und der Zeit der Kelten wurden auf der Oedheimer Gemarkung Funde geborgen. Zur Zeit der Römer bestanden mindestens drei römische Gutshöfe auf der Gemarkung von Oedheim, die von zwei alten Fernwegen, nämlich der Hohen Straße von Wimpfen nach Jagsthausen und der Nibelungenstraße von Wimpfen nach Öhringen, berührt wird. Auch die Dreifaltigkeitskapelle wurde vermutlich auf römischen Grundmauern errichtet.

### Mittelalter
Der heutige Ort Oedheim wurde aufgrund seiner Lage an einer Talflanke und der Endsilbe -heim vermutlich im Zuge der fränkischen Landnahme gegründet. Der Ortsname bezeichnet den Ort als Sitz des Sippenführers Odo.
Die älteste Siedlung ist der Weiler Willenbach, der bereits 803 urkundlich belegt ist. Willenbach (damals Willenheim) war vermutlich die zunächst bedeutendste Siedlung, könnte aber bei den Ungarneinfällen im 10. Jahrhundert zerstört worden sein, woraufhin das durch seine Talflankenlage besser geschützte Oedheim entstand oder ausgebaut wurde. In Urkunden ist erstmals um 1235 von Odehein die Rede. Bereits damals erschien mit Ruodigerus de Hoedehain (Oedheim) mit dem Beinamen Capplanus ein Vertreter der Familie Capler als Dienstmann der Herren von Weinsberg. Der Ort zählte zur Herrschaft Scheuerberg der Herren von Weinsberg, die die Capler als Dienstmannen auf Schloss Oedheim eingesetzt hatten, von wo aus insbesondere die Furt über den Kocher kontrolliert wurde.

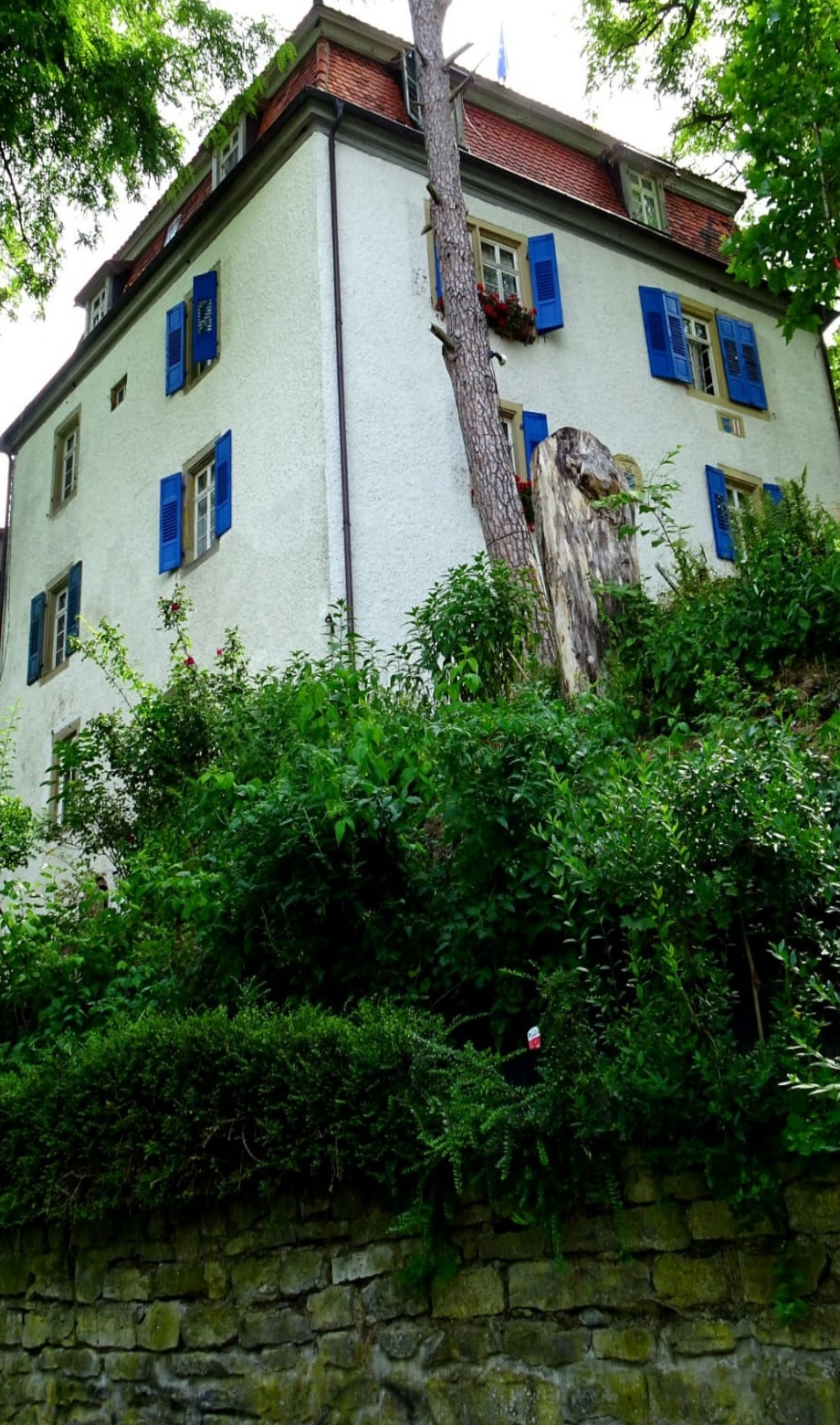
Rückseite des Schlosses Oedheim

Die Weinsberger verkauften 1335 die gesamte Herrschaft Scheuerberg mit Oedheim an das Erzstift Mainz. Dieses verpfändete die Herrschaft für 17 Jahre an Hans von Sickingen und tauschte das Gebiet 1484 schließlich mit dem Deutschen Orden gegen ein Gebiet bei Prozelten mit der Henneburg. So kam Oedheim 1484 zum Unteramt Heuchlingen innerhalb der Kommende Horneck der Deutschordensballei Franken. Das Schloss in Oedheim war jedoch nicht Teil des Verkaufs von 1335 gewesen, sondern blieb unter Weinsberger Oberherrschaft, bevor es 1449 zur Herrschaft Neuenstadt und mit dieser 1504 zu Württemberg kam. Das württembergische Lehen der Adelsfamilie Capler (mit dem Beinamen Bautz) inmitten des ansonsten zum Deutschen Orden zählenden Ortes sorgte für jahrhundertelange Streitigkeiten.

### Frühe Neuzeit
Vom Bauernkrieg 1525 sind keine Auswirkungen auf Oedheim bekannt. Während der Reformation blieb der Ort aufgrund der Zugehörigkeit zum Deutschen Orden katholisch, während sich die württembergischen Lehensleute im Schloss zur Reformation bekannten. Im Schmalkaldischen Krieg 1546 wurde das Schloss daher von kaisertreuen Truppen des Markgrafen von Brandenburg-Kulmbach geplündert und niedergebrannt. Im 17. und 18. Jahrhundert hatte Oedheim, vor allem während des Dreißigjährigen Krieges, wie die gesamte Umgebung an den Folgen von Truppendurchzügen und der Pest zu leiden.

### Württembergische Zeit
Der Ort fiel 1806 durch die Mediatisierung des Ordensgebietes an das Königreich Württemberg und kam zum Oberamt Neckarsulm. 1851 kamen Willenbach und Lautenbach als Teilgemeinden zu Oedheim. Ab der Mitte des 19. Jahrhunderts wanderten zahlreiche Oedheimer von dem rein landwirtschaftlich geprägten Ort ins Ausland aus. Von den 158 zwischen 1846 und 1927 ausgewanderten Personen gingen 148 nach Nordamerika. Ab dem späten 19. Jahrhundert ließ die Auswanderung ins Ausland nach, dafür setzte verstärkt eine Binnenwanderung in die durch die Industrialisierung aufblühenden Städte ein. Aufgrund von Ab- und Auswanderung stagnierte der Bevölkerungsstand des Ortes in der Zeit von 1850 bis 1900 bei etwa 1700 Personen. Beginnend mit einzelnen, in der Zeit ab 1870 errichteten Häusern entwickelte sich auf der rechten Kocherseite die Siedlung Neudorf, die bis in die 1970er Jahre auf rund 1400 Bewohner anwuchs.
1938, im Zuge der württembergischen Gebietsreform während der NS-Zeit, kam Oedheim zum Landkreis Heilbronn.
1937 richtete die Luftwaffe südlich des Orts einen Fliegerhorst ein, von dem aus im Zweiten Weltkrieg Angriffe gegen Frankreich geflogen wurden. In den letzten Kriegstagen wurde der Ort durch Kampfhandlungen zwischen Einheiten der 7. US-Armee und im Ort verschanzter Truppen der Waffen-SS schwer beschädigt. Insgesamt lag der Ort zehn Tage im Artilleriefeuer und erlitt zudem einen Luftangriff. Etwa die Hälfte der Bebauung, etwa 120 Gebäude, wurden dabei zerstört. 35 Einwohner verloren bei den Kämpfen ihr Leben. Am 14. April 1945 konnten die Amerikaner den Ort besetzen. 1939 wurden 2058 Einwohner gezählt, Ende 1945 waren es 2242.

### Nachkriegszeit
Nach dem Zweiten Weltkrieg wurde Oedheim Teil der Amerikanischen Besatzungszone und gehörte somit zum neu gegründeten Land Württemberg-Baden, das 1952 im jetzigen Bundesland Baden-Württemberg aufging. Es wurden ab 1946 zwischen 500 und 600 Heimatvertriebene in Oedheim angesiedelt. Außerdem ließen sich auch verstärkt Ausländer am Ort nieder. Oedheim wandelte sich von einem bäuerlich geprägten Ort zu einem Wohnort für Pendler in die umliegenden, von Industrie und Gewerbe geprägten Orte Neckarsulm, Heilbronn und Bad Friedrichshall. In Oedheim selbst haben sich Industrie und Gewerbe nur in sehr beschränktem Maße angesiedelt. Am 1. Juli 1971 wurde Degmarn nach Oedheim eingemeindet.

## Demographie
Bevölkerungsentwicklung:
| Jahr | Einwohner |
| ---- | --------- |
| 1990 | 4.895     |
| 2001 | 5.813     |
| 2011 | 5.868     |
| 2021 | 6.544     |

## Religionen

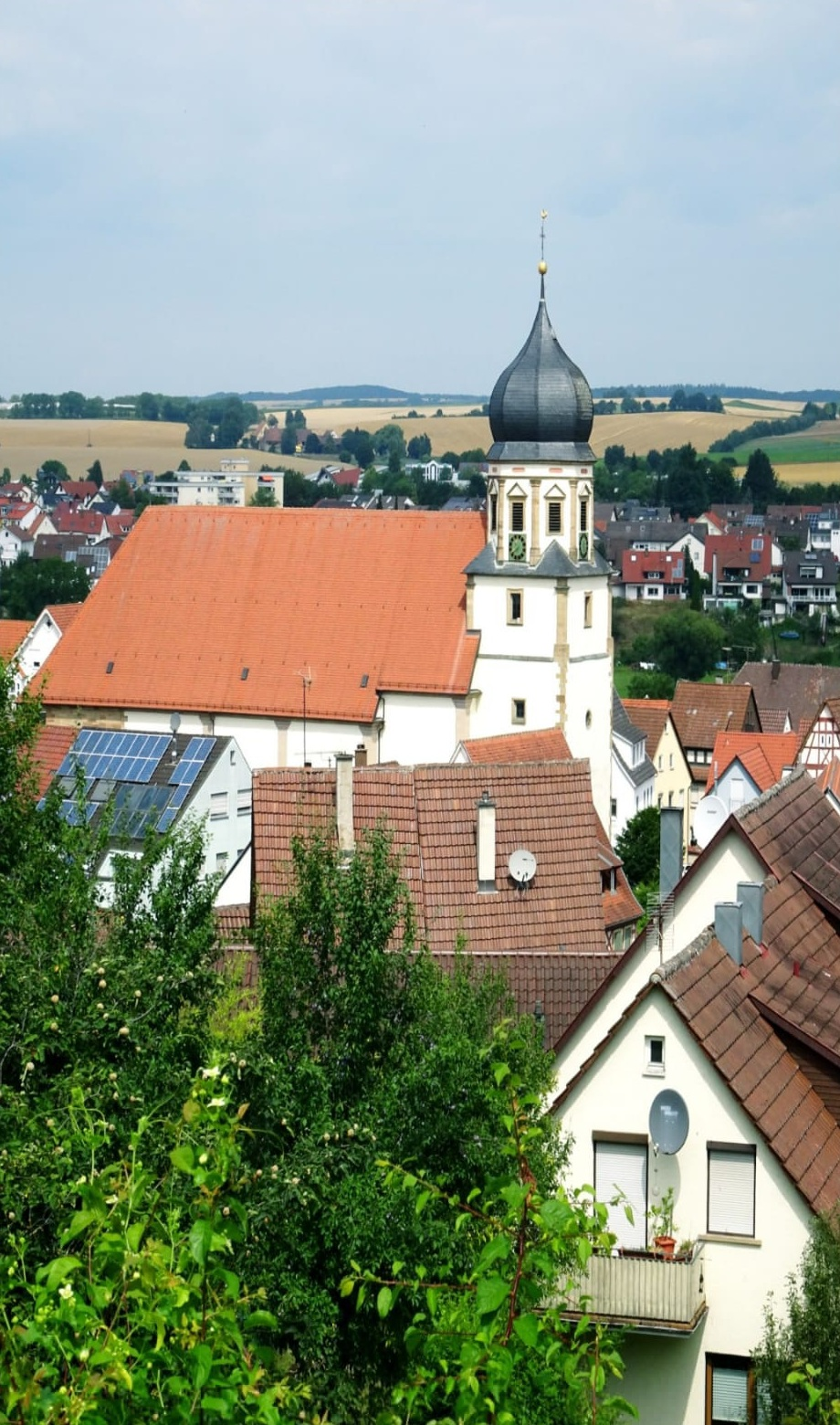
Mauritiuskirche Oedheim

In Oedheim gibt es die katholische Kirchengemeinde St. Mauritius mit der zugehörigen Dreifaltigkeitskapelle und die evangelische Christuskirchen-Gemeinde, die zur Pfarrei Bad Friedrichshall-Kochendorf gehört. In Degmarn gibt es die katholische Kirchengemeinde St. Pankratius.

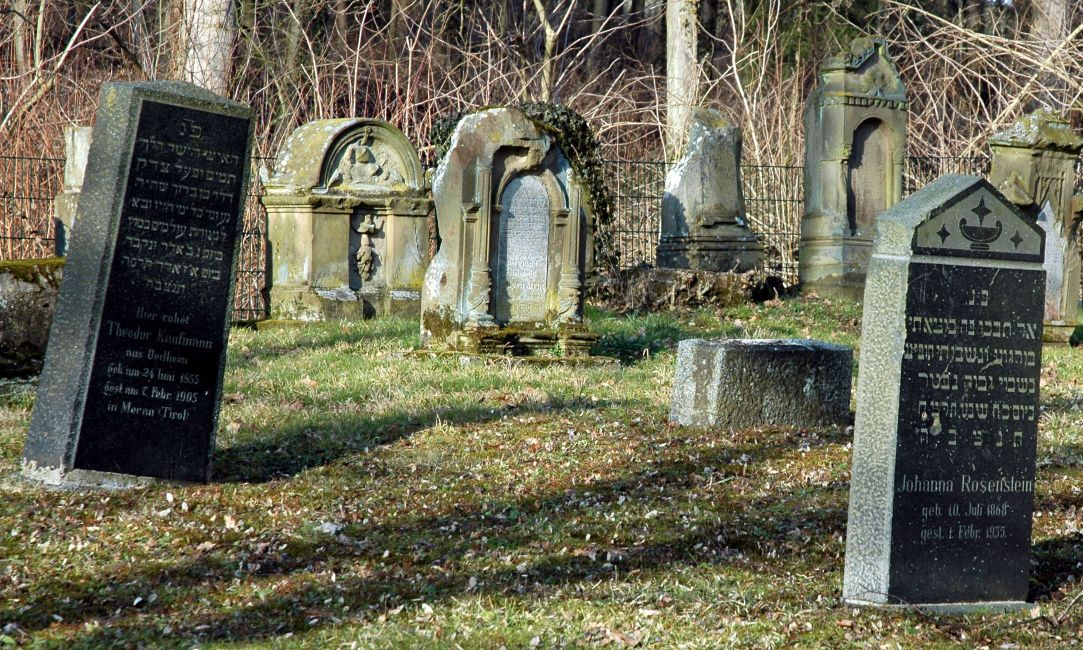
Grabsteine auf dem jüdischen Friedhof (Feb. 2008)

Die Jüdische Gemeinde Oedheim entstand, als Juden in Oedheim durch den Deutschen Orden und die Freiherren Capler ab dem späten 17. Jahrhundert aufgenommen wurden und ab 1705 das Recht erhielten, Schule und Gottesdienst abzuhalten. Die Zahl der jüdischen Familien erhöhte sich bis 1780 auf insgesamt 18 Familien. Nach dem Übergang zu Württemberg wurden 1807 insgesamt 84 Juden am Ort gezählt. 1854 war mit über 100 jüdischen Einwohnern ein Höchststand erreicht, danach nahm die Gemeinde durch Ab- und Auswanderung rasch ab. Nachdem der Gottesdienst zuvor in verschiedenen Häusern abgehalten worden war, erbaute die jüdische Gemeinde im Jahr 1864 die Synagoge Oedheim. 1869 waren noch 63 Juden im Ort, 1900 noch 38 und 1933 noch 16, von denen elf auswandern konnten, während fünf Personen nach Deportationen 1942 den Tod fanden. Beim Novemberpogrom 1938 wurde der Jüdische Friedhof Oedheim von Sprengungen durch SA-Leute verwüstet. Eine noch im Ort lebende jüdische Familie wurde misshandelt, ihre Wohnung demoliert.

## Politik

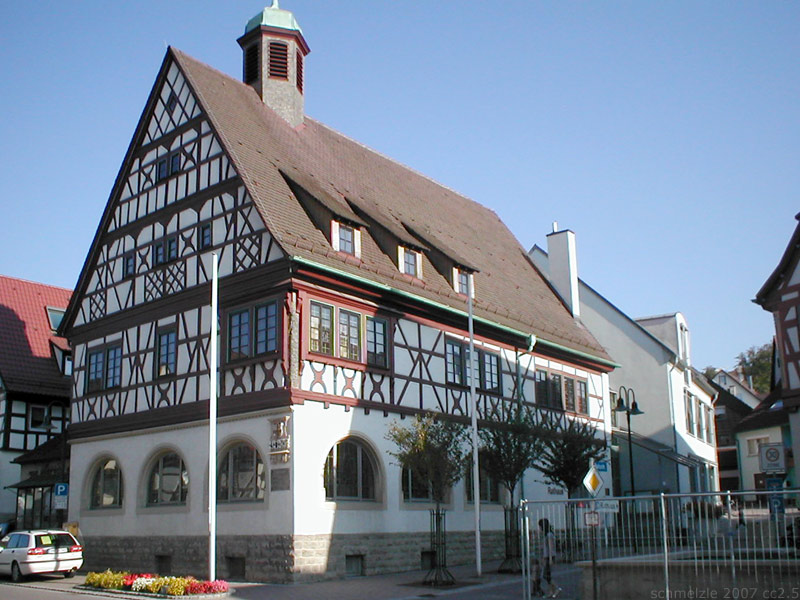
Rathaus von Oedheim

### Gemeinderat
Der Gemeinderat besteht aus den gewählten 18 ehrenamtlichen Gemeinderäten und dem Bürgermeister als Vorsitzendem. Der Bürgermeister ist im Gemeinderat stimmberechtigt. 
Die Kommunalwahl am 9. Juni 2024 führte zu folgendem Endergebnis.
| Parteien und Wählergemeinschaften | Parteien und Wählergemeinschaften           | % 2024  | Sitze 2024 | % 2019  | Sitze 2019 |
| CDU                               | Christlich Demokratische Union Deutschlands | 45,90   | 8          | 47,55   | 9          |
| FWV                               | Freie Wählervereinigung                     | 39,77   | 7          | 40,44   | 8          |
| SPD                               | Sozialdemokratische Partei Deutschlands     | 14,33   | 3          | 12,02   | 2          |
| gesamt                            | gesamt                                      | 100,0   | 18         | 100,0   | 19         |
| Wahlbeteiligung                   | Wahlbeteiligung                             | 65,00 % | 65,00 %    | 63,53 % | 63,53 %    |

### Bürgermeister
Matthias Schmitt wurde am 29. November 2015 mit 72,4 Prozent der Stimmen zum Bürgermeister gewählt. Er trat das Amt am 1. März 2016 an. Am 3. Dezember 2023 wurde er mit 99,1 Prozent der Stimmen für eine zweite Amtszeit wiedergewählt.
Bürgermeister von Oedheim seit 1897:
- 1897–1902: A. Rieg
- 1902–1904: Karl Barth
- 1904–1920: Ferdinand Kraus
- 1920–1928: Kohler
- 1928–1945: Eugen Joos
- 1945–1946: Amtsverweser Otto Sandel, Josef Last u. Hermann Wolf sen.
- 1946–1948: Gerhard Seesann
- 1948–1951: Eugen Joos
- 1951–1968: Gregor Natterer
- 1968–1992: Manfred Ley (ab 1971 Bürgermeister für die neugebildete Gemeinde mit Degmarn)
- 1992–2016: Ulrich Ruoff
- Seit 2016: Matthias Schmitt

Bürgermeister von Degmarn von 1900 bis zur Eingemeindung 1971:
- 1885–1903: Josef Vogt
- 1903–1925: Josef Schiemer
- 1925–1945: Karl Schiemer
- 1945–1966: August Horch
- 1966–1971: Karl Hehn

### Wappen und Flagge
Die Blasonierung des Oedheimer Wappens lautet: In Silber aus einem mit einem linkshin schwimmenden silbernen Fisch belegten blauen Schildfuß wachsend ein rot bekleideter Mann mit roter Mütze, in jeder Hand einen aufrechten schwarzen Pfeil haltend. Die Flagge der Gemeinde ist Rot-Weiß.

Wappen Oedheims
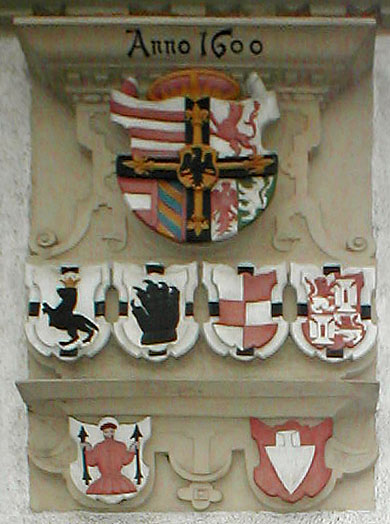
Wappenstein mit Deutschordenswappen am Rathaus
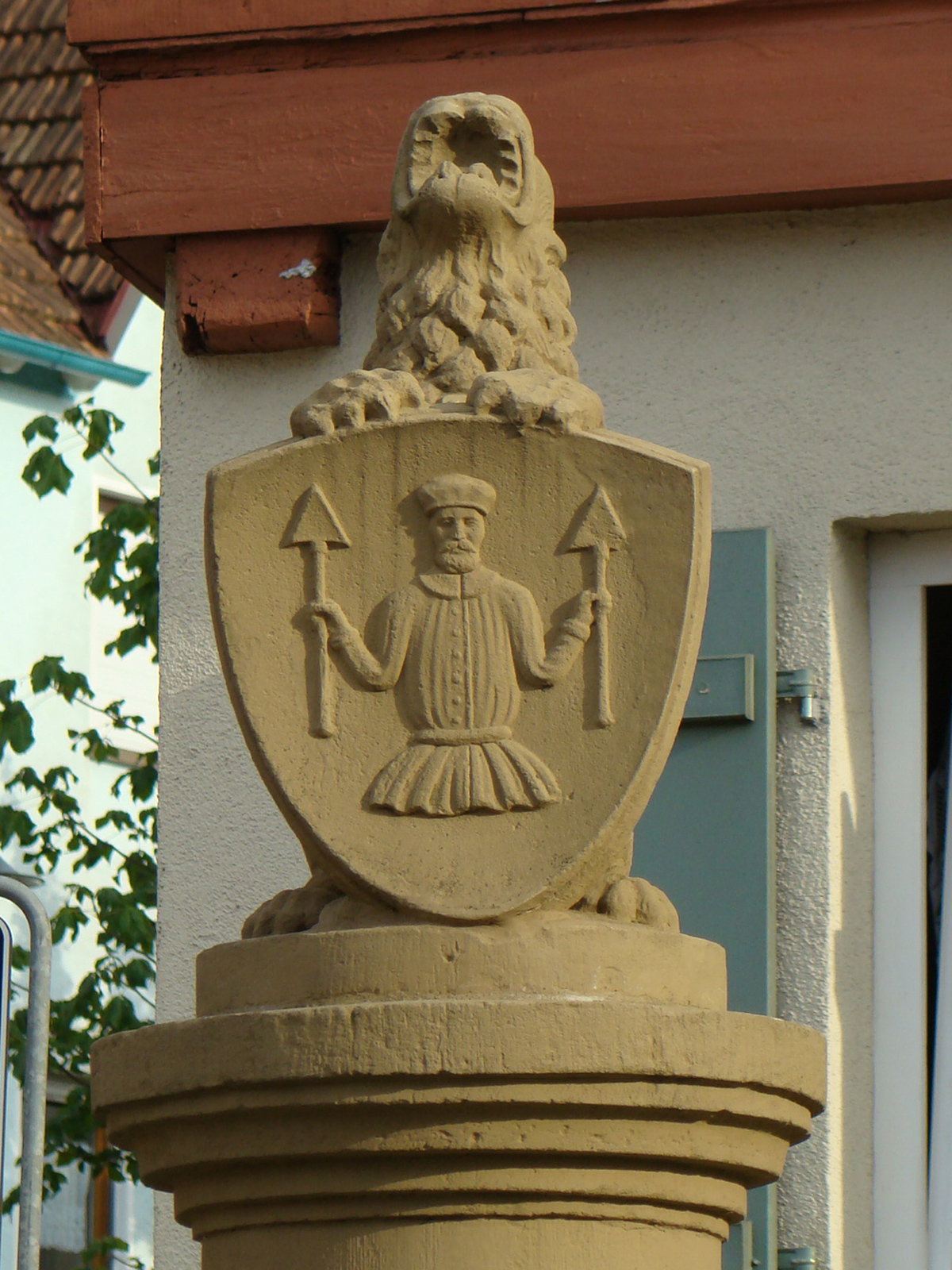
Wappen am Kastenbrunnen

Ein Wappenstein von 1600 am Oedheimer Rathaus zeigt schon zwei Wappen des Ortes: den rotgekleideten Mann mit Pfeilen in den Händen in silbernem Feld und eine silberne Pflugschar, wahrscheinlich das Oedheimer Fleckenzeichen, in rotem Feld. Die Bedeutung des Mannes ist nicht geklärt. Das Pflugscharwappen wird auch in Siegeln der Jahre 1607 bis 1623 verwendet. In späteren Siegeln von 1842 uns 1914 wurden beide Wappen zu einem vereinigt, mit der Pflugschar im Schildfuß. Die Pflugschar wurde in einem Stempel von 1930 durch einen Pflug ersetzt, 1952 – offenbar ein Missverständnis – durch einen Fisch, der schon im Friedensgerichtssiegel von 1949 festgestellt werden kann. Der Fisch wird als Hinweis auf den Kocher verstanden. Wappen und Flagge wurden der Gemeinde am 17. August 1953 von der vorläufigen baden-württembergischen Regierung verliehen.

### Partnergemeinde
Partnergemeinde Oedheims ist Degerfors in der Landschaft Värmland in Schweden.

## Sehenswürdigkeiten

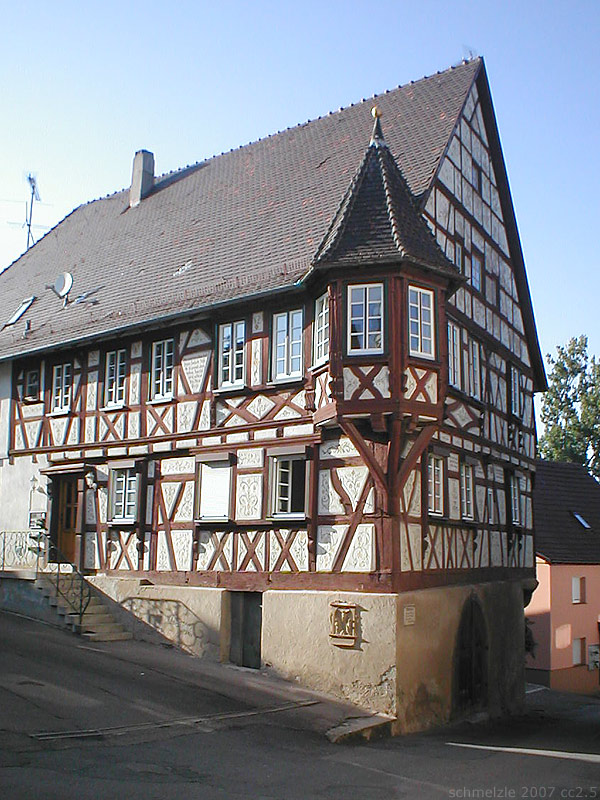
Witwenhaus

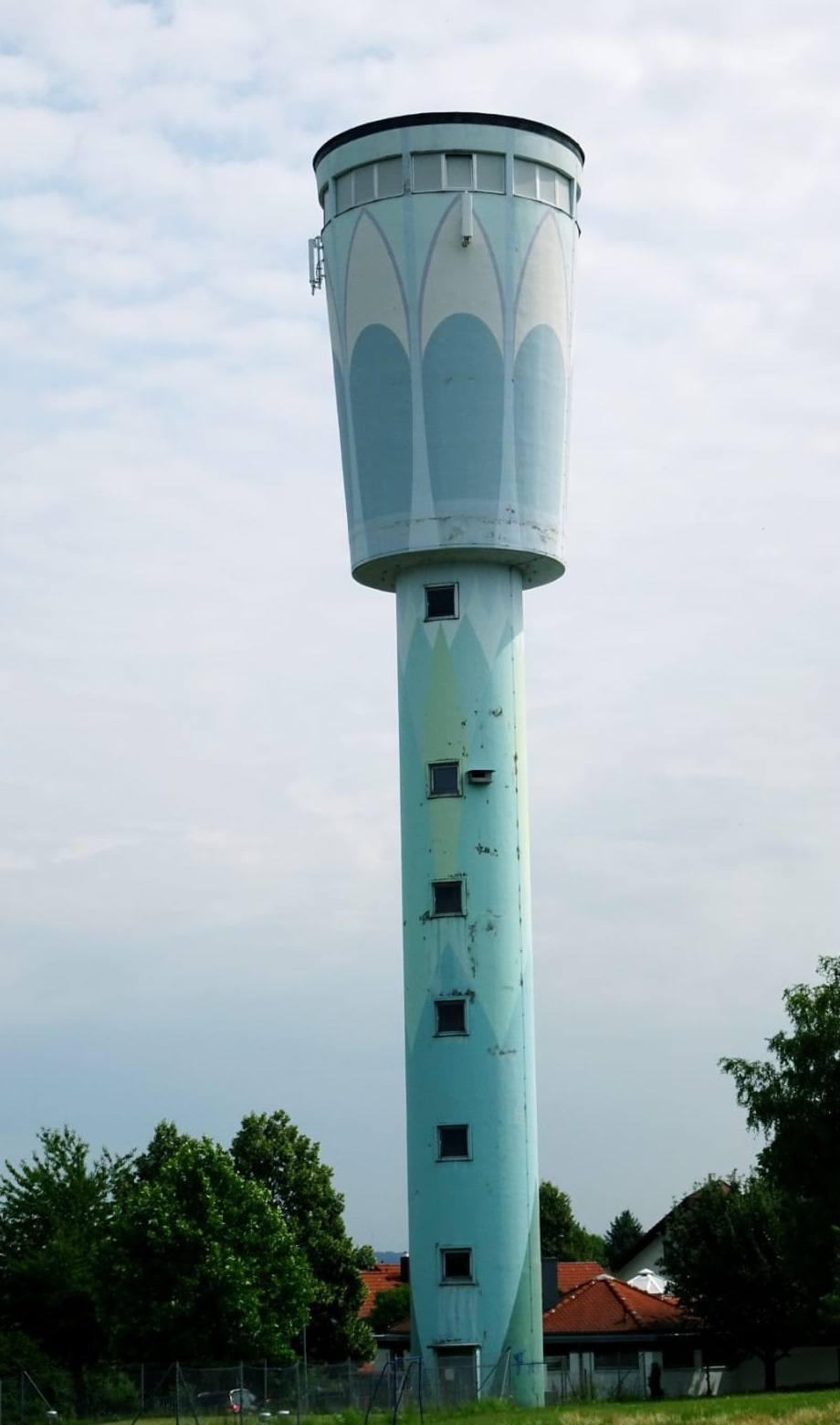
Der Wasserturm ist eine der Landmarken Oedheims

- Das Schloss Oedheim liegt am Abhang des Kocherufers und geht auf eine kleine wehrhafte Burg zurück, die im Laufe der Zeit vielfach umgestaltet wurde. Die Anlage war seit dem hohen Mittelalter bis zu deren Aussterben 1967 von der Familie Capler von Oedheim bewohnt. Das Anwesen befindet sich in Privatbesitz und kann nicht besichtigt werden.
- Das Witwenhaus wurde im 16. Jahrhundert durch Ulrich Capler von Oedheim als Witwensitz erbaut.
- Die evangelische Christuskirche wurde durch die Bauplatzspende des fast 80-jährigen Dietrich Freiherr Capler von Oedheim, genannt Bautz, möglich, dessen Familie seit Jahrhunderten evangelisch war. Nach den Plänen von Architekt Hannes Mayer errichtete die Gemeinde 1957 mit viel Eigenleistung den Bau. Ein kleines Farbfenster rechts in der Altarwand, vermutlich vom Stuttgarter Glaskünstler Adolf Valentin Saile geschaffen, zeigt eine Taube als Symbol des heiligen Geistes.
- Die katholische Mauritiuskirche, erstmals erwähnt 1241, ist die ursprüngliche Kirche des Ortes. Sie wurde im 18. und 19. Jahrhundert zu ihrer heutigen Gestalt erweitert. Das nahe der Kirche gelegene Pfarrhaus wurde 1729 erbaut und 1973 renoviert.
- Das Rathaus wurde 1579 als Amtshaus des Deutschen Ordens erbaut. Nach der Zerstörung im Zweiten Weltkrieg wurde es von 1953 bis 1955 nach Plänen von Paul Binnig zu seiner heutigen Gestalt umgebaut. Das schmuckvolle Ordenswappen aus dem Jahr 1600 an dem Gebäude erinnert an das in jenem Jahr verliehene Siegelrecht der Gemeinde.

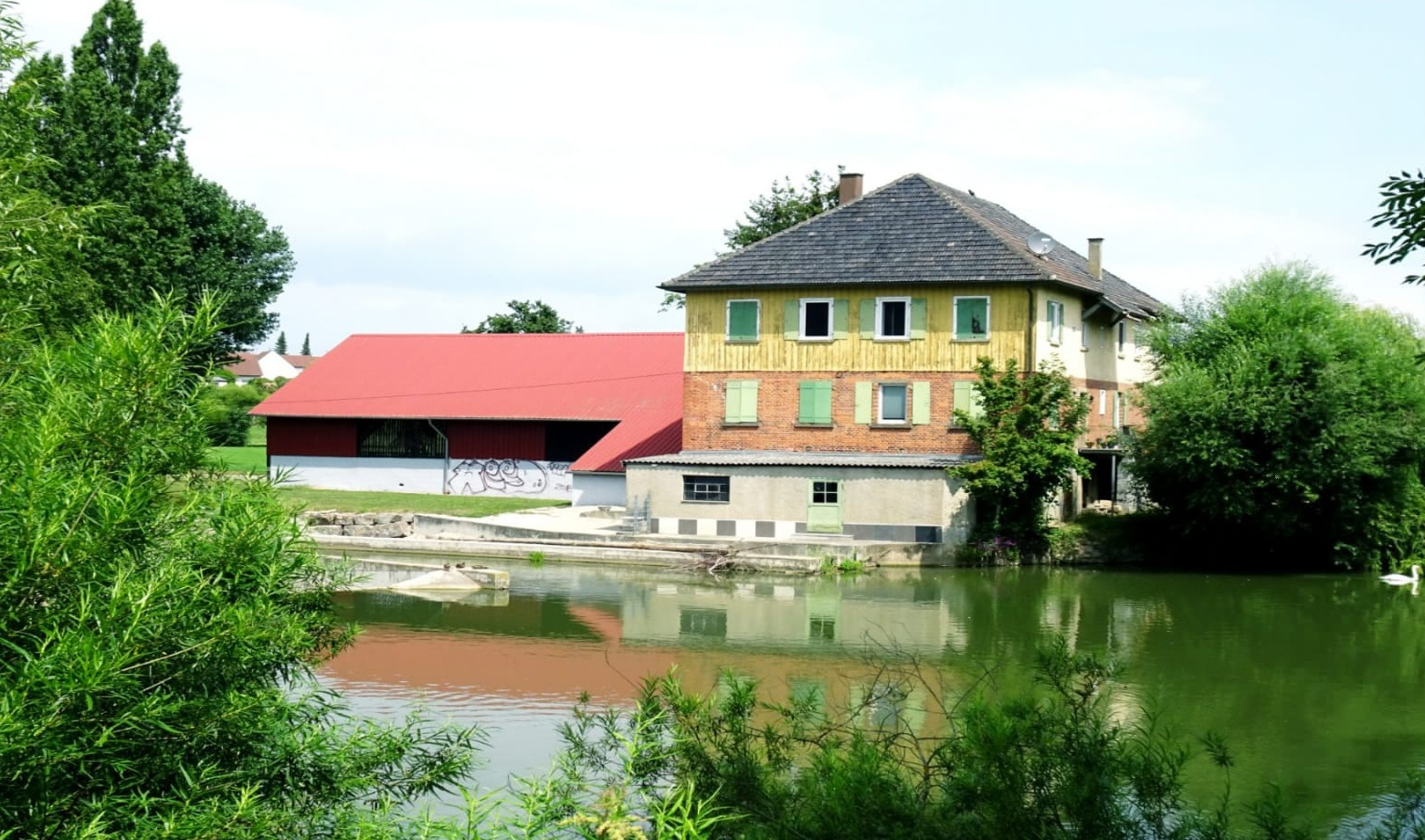
Alte Mühle in Oedheim

- Die Kundenmühle auf der linken und die Kunstmühle auf der rechten Kocherseite sind historische Mühlen in Oedheim. Die Kundenmühle war die ältere der beiden historisch zusammengehörigen Mühlen, deren Geschichte bis in das 11. oder 12. Jahrhundert zurückgeht. 1377 wird Graf Albert von Löwenstein als Besitzer der Kundenmühle genannt, über die Verpfändung an Konz von Neideck kam die Mühle wenig später an das Spital in Mosbach. 1805 tauschte der Deutsche Orden die Mühle ein, doch kam sie nach dessen Mediatisierung bereits 1806 an Württemberg und wenig später in Privatbesitz. 2020 wurde sie zur Errichtung eines Neubaues abgetragen.

Die Kunstmühle entstand als jüngere Säg- und Ölmühle mit Hanfreibe. 1896 hatte sie einen eigenen Besitzer, brannte jedoch 1902 ab und erhielt nach dem Wiederaufbau ihren heutigen Namen. Die Kunstmühle war bis 1968 in Betrieb, die Kundenmühle bis in die jüngere Zeit. Zum elektrischen Betrieb der Mühlen wurde 1952 durch Richard Spohn das Richard-Spohn-Werk genannte Wasserkraftwerk am Kocher errichtet.
- Die Kocherbrücke geht auf das Jahr 1765 zurück, als bei Oedheim erstmals anstelle des durch Hochwasser zerstörten Fahrnachens eine Brücke über den Kocher geschlagen wurde. Da die Capler von Oedheim die Fahrgerechtigkeit für die bisherige Kocherüberquerung hatten, mussten für die Brückennutzung weiterhin Gebühren bezahlt werden, die erst 1833 mit dem Wegfall der Fahrgerechtigkeit und 1847 mit der Aufhebung des Brückengelds wegfielen. Die Brücke wurde im Zweiten Weltkrieg schwer beschädigt und letztlich 1945 von deutschen Pionieren gesprengt. Nach einigen Jahren einer provisorischen Brücke erfolgte 1959 der Neubau der heutigen Brücke. Die Figur des Brückenheiligen Nepomuk stand schon auf der ersten Brücke und stammt von 1766.
- Auf dem ab 1798 belegten Friedhof von Oedheim sind mehrere historische Grabmäler der einstigen Ortsherren erhalten, die ältesten davon stammen aus dem 16. Jahrhundert. Das schmuckvolle Grabmal der beiden letzten Capler-Brüder Hans und Dietrich wurde um 1920 von Albert Volk gestaltet.

2003/2004 wird auf dem Gewann Weiher, außerhalb des Ortes an der Degmarner Straße, ein neues Friedhofsgelände mit Aussegnungshalle und Gräberfeldern angelegt. Dabei wird an dieser Stelle ein merowingisches Gräberfeld des 6. Jahrhunderts aufgefunden.
- Südöstlich außerhalb des Altortes, heute am Rande eines Neubaugebiets und der Straße nach Neuenstadt am Kocher gelegen, befindet sich die Dreifaltigkeitskapelle. Auf der Markung von Oedheim befindet sich darüber hinaus noch eine Vielzahl von religiösen Kleindenkmälern wie Steinkreuzen und Bildstöcken.

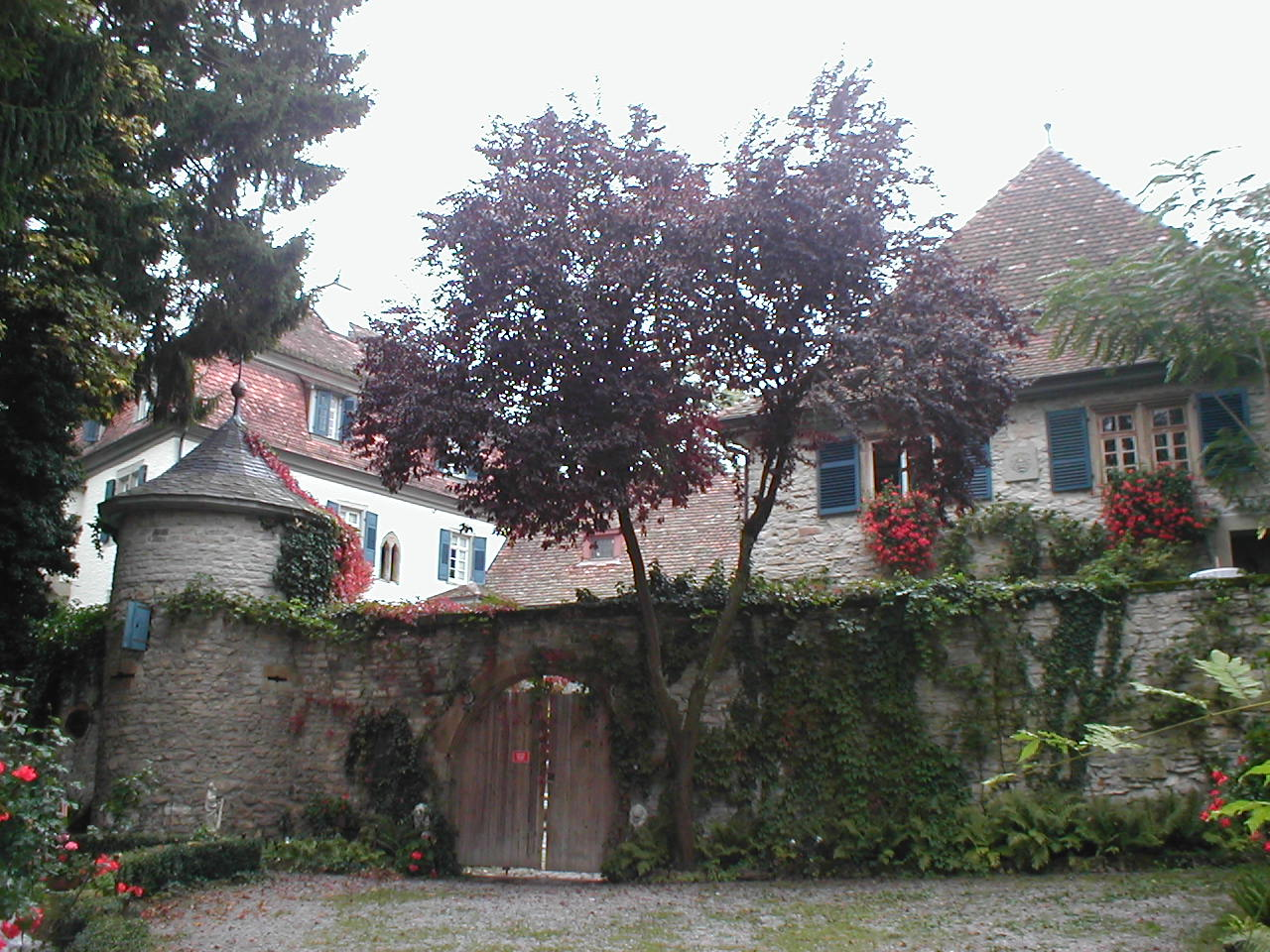
Schloss Oedheim
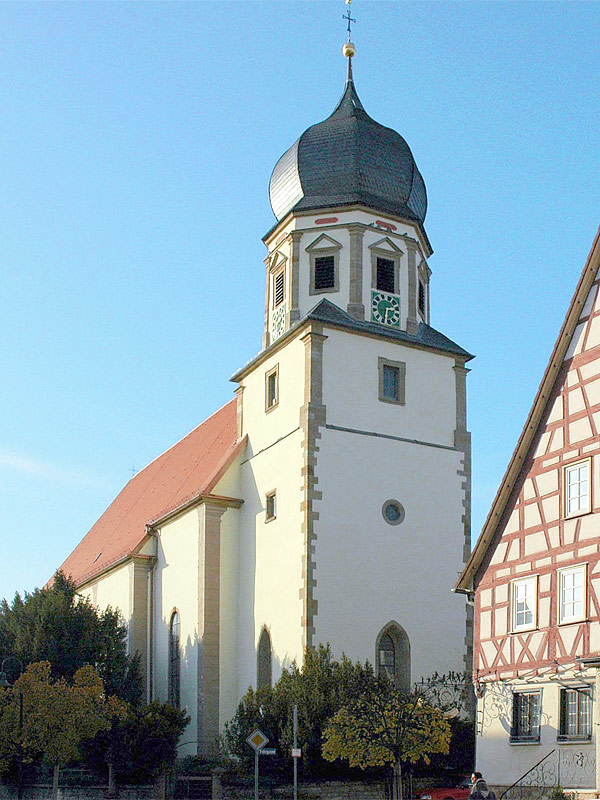
Mauritiuskirche
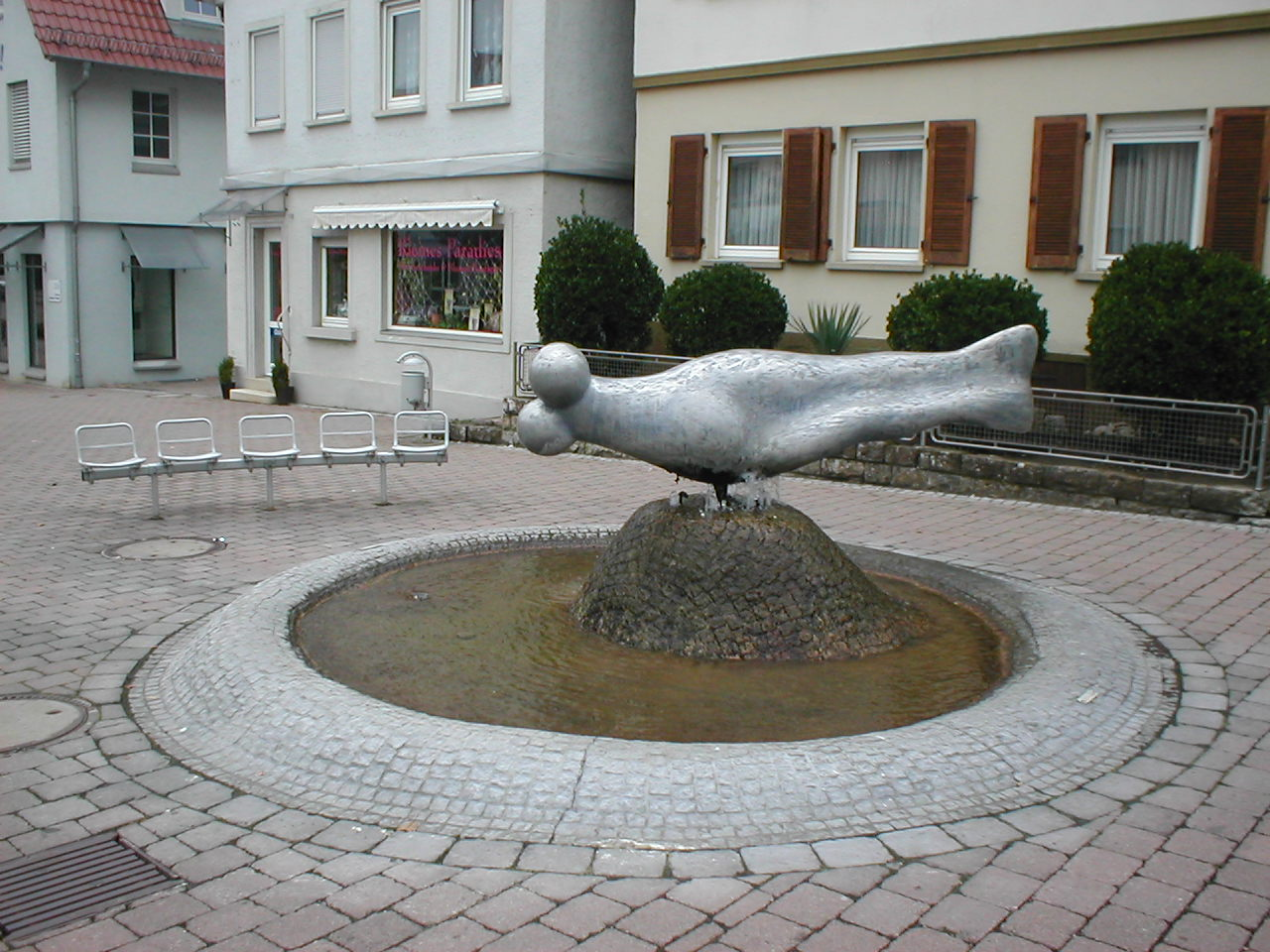
Brunnen Fischfräulein auf dem Marktplatz
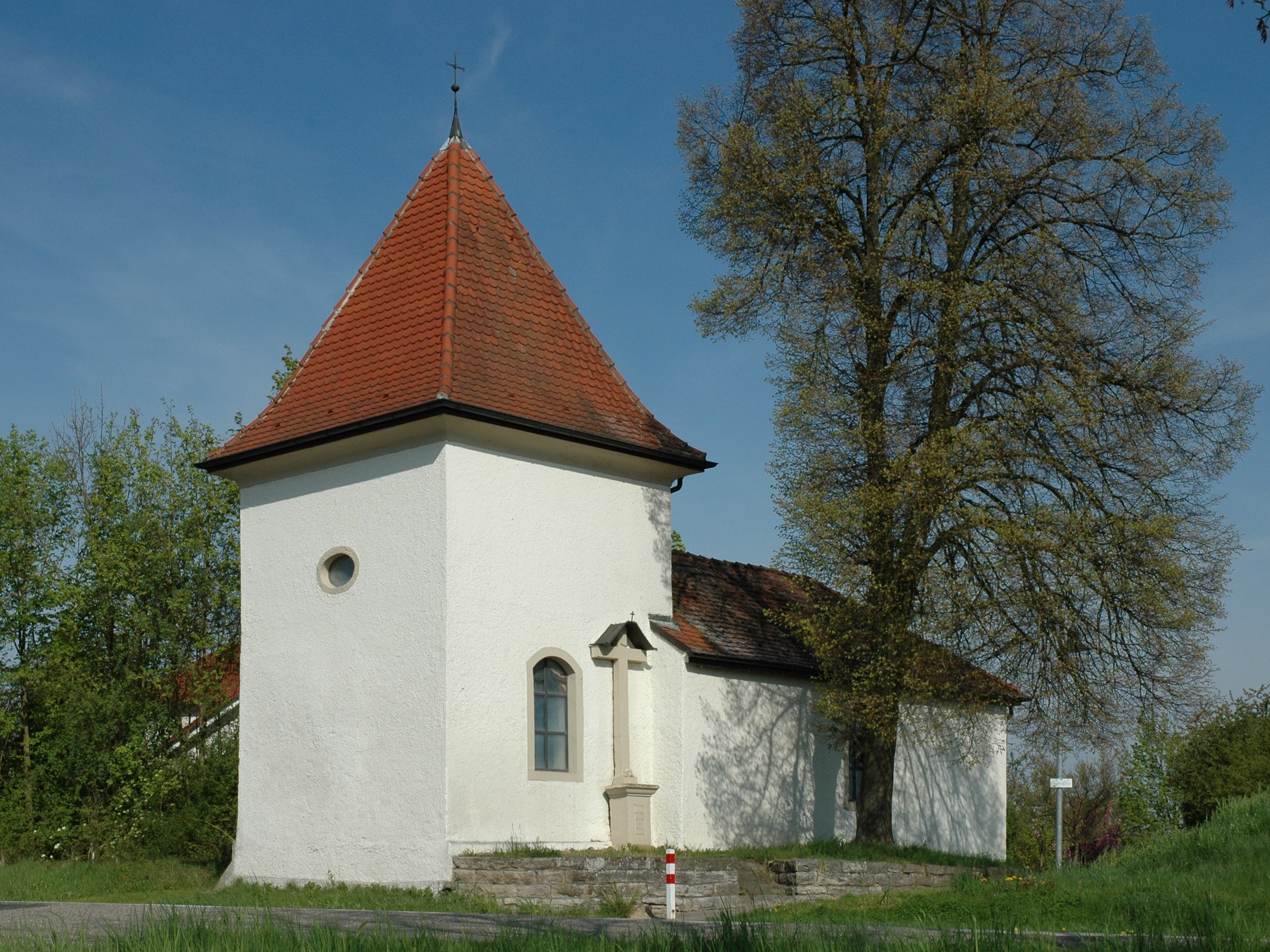
Dreifaltigkeitskapelle
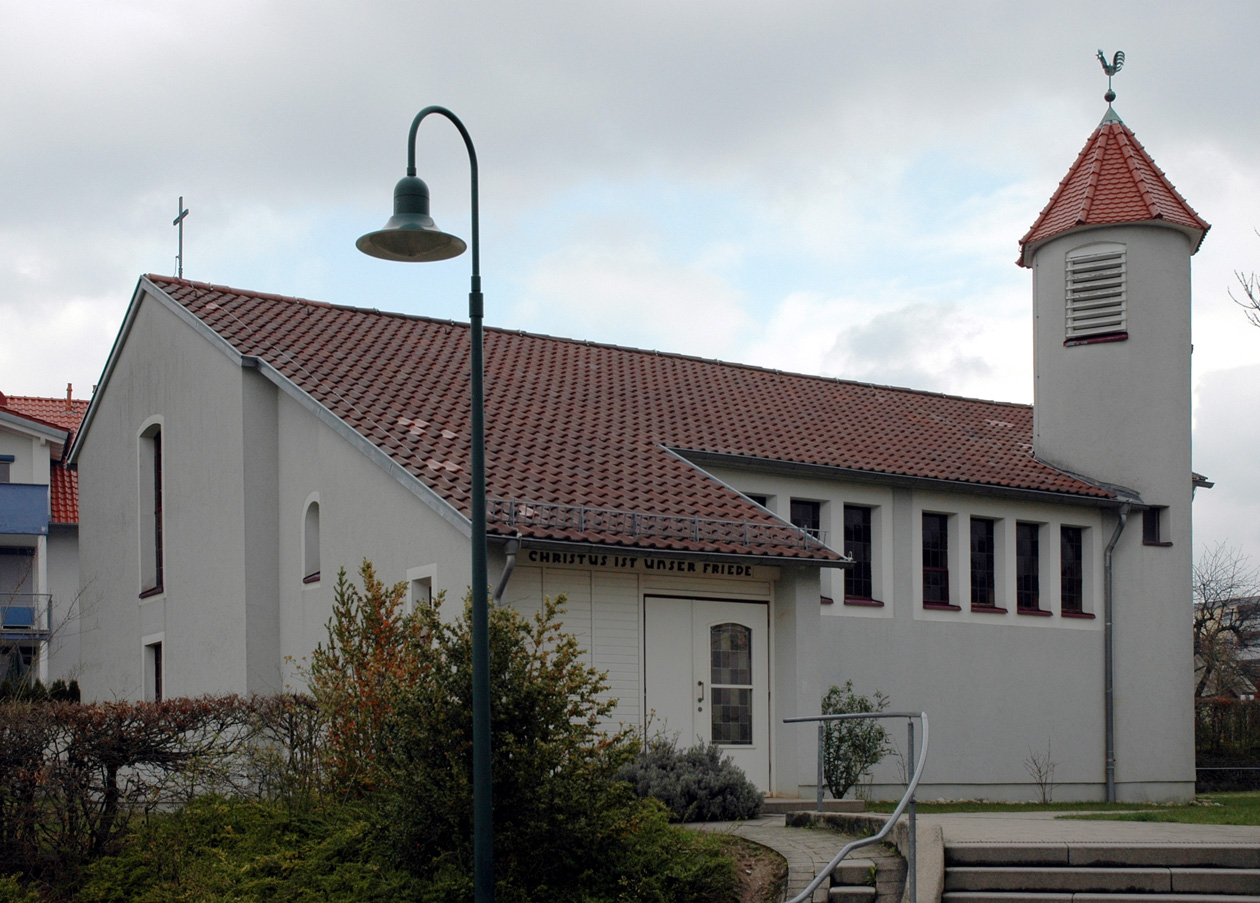
Christuskirche

## Wirtschaft und Infrastruktur
Oedheim ist ein Weinbauort, dessen Lagen zur Großlage Kayberg im Bereich Württembergisch Unterland des Weinbaugebietes Württemberg gehören.
Zu den bedeutendsten Unternehmen in Oedheim zählte die Maschinenfabrik Boehringer, die in der Zeit nach dem Zweiten Weltkrieg entstand, hauptsächlich Steinfertigungsmaschinen baute und damit vom Bauboom der 1950er Jahre und auch von einem griechischen Staatsauftrag nach dem Erdbeben auf den Ionischen Inseln 1954 profitierte.

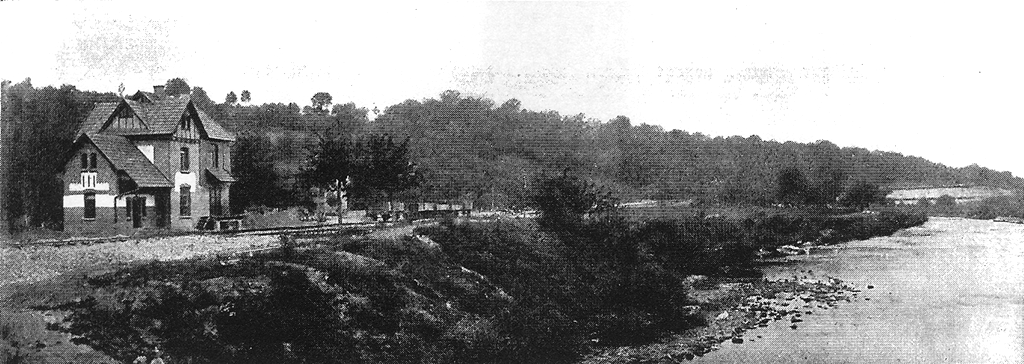
Bahnhof in Oedheim (1907)

### Verkehr
Anschluss an das Fernstraßennetz besteht in Neuenstadt am Kocher (A 81 Stuttgart–Würzburg) und Neckarsulm (A 6 Mannheim–Nürnberg).
Von 1907 bis 1993 bediente die Untere Kochertalbahn Bad Friedrichshall–Ohrnberg als Privatbahn der Württembergischen Eisenbahn-Gesellschaft (WEG) Oedheim und Degmarn. Die Gleise wurden Anfang 2006 demontiert. Auf der Trasse verläuft seit 2009 ein Fahrradweg.
Der öffentliche Personennahverkehr wird heute durch Regionalbusse des OVR gewährleistet und ist in den Verkehrsverbund HNV integriert. Der nächste Bahnhof ist der Bad Friedrichshaller Hauptbahnhof. Er ist Knotenpunkt der Franken-, Neckartal- und Elsenztalbahnen.

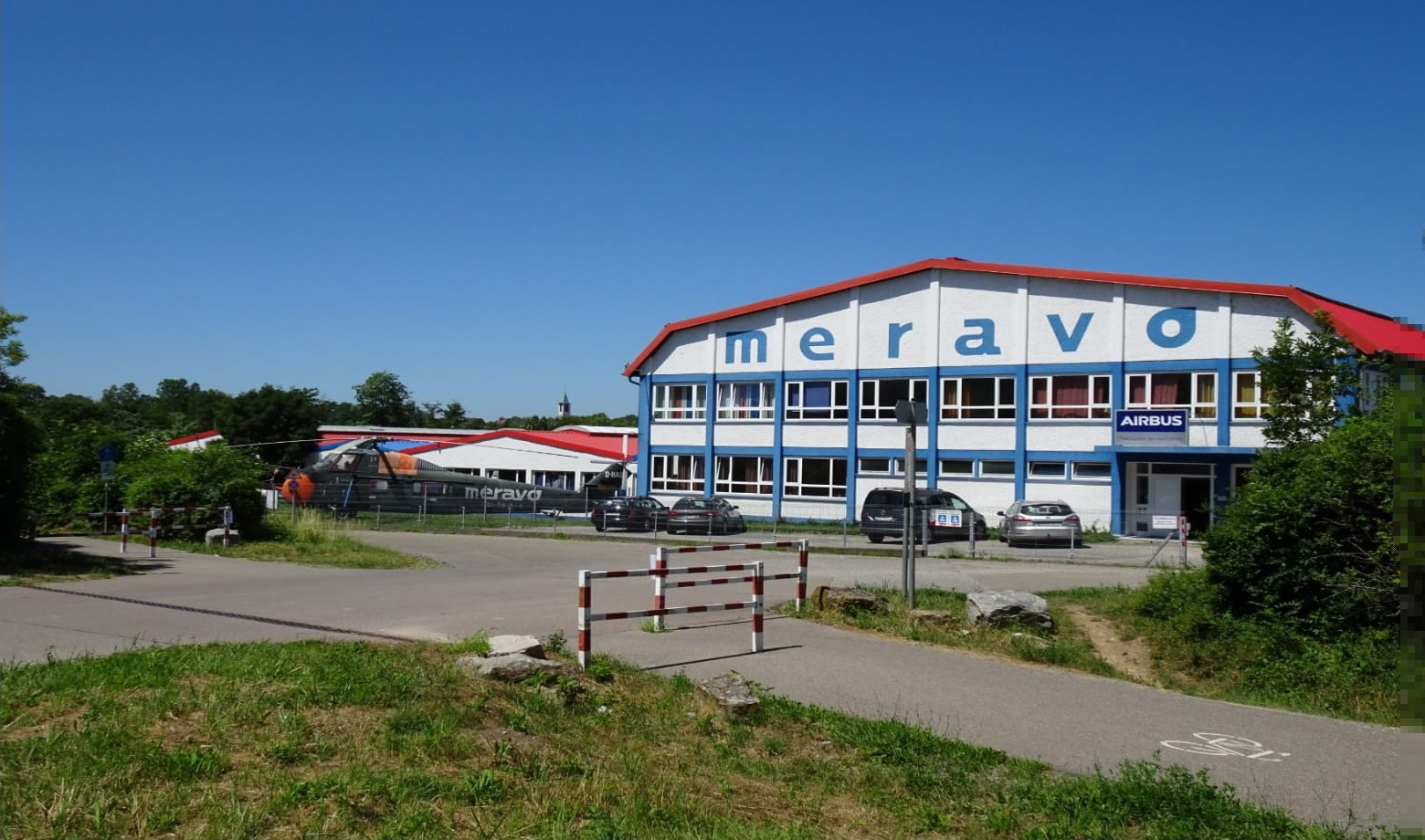
Meravo-Luftreederei Oedheim

Durch Oedheim verläuft als Landes-Radfernweg der Kocher-Jagst-Radweg, zum Teil auf der stillgelegten Bahntrasse. Er ist ein Rundkurs entlang der beiden Flüsse Kocher und Jagst zwischen Bad Friedrichshall und einer Querverbindung zwischen den Tälern bei Aalen (Stadtteil Unterkochen) und Lauchheim.

### Camping- und Freizeitpark
Rund 2 km vom Ortszentrum entfernt im Westen liegt in einer Kocherschleife der Sperrfechter Freizeitpark; er grenzt direkt an den Ortsteil Hagenbach (Bad Friedrichshall) an. Auf dem rund 300.000 Quadratmeter großen Gelände befinden sich zwei quellgespeiste Seen, die als Angler- bzw. Badesee ausgewiesen sind. Der Campingplatz verfügt über 450 Stellplätze. Auf dem Gelände gibt es auch eine Schwefelheilquelle mit Tretbeckenanlage, Spielplätze, Boulebahnen, Tretbootverleih sowie einen Fischlehrpfad.

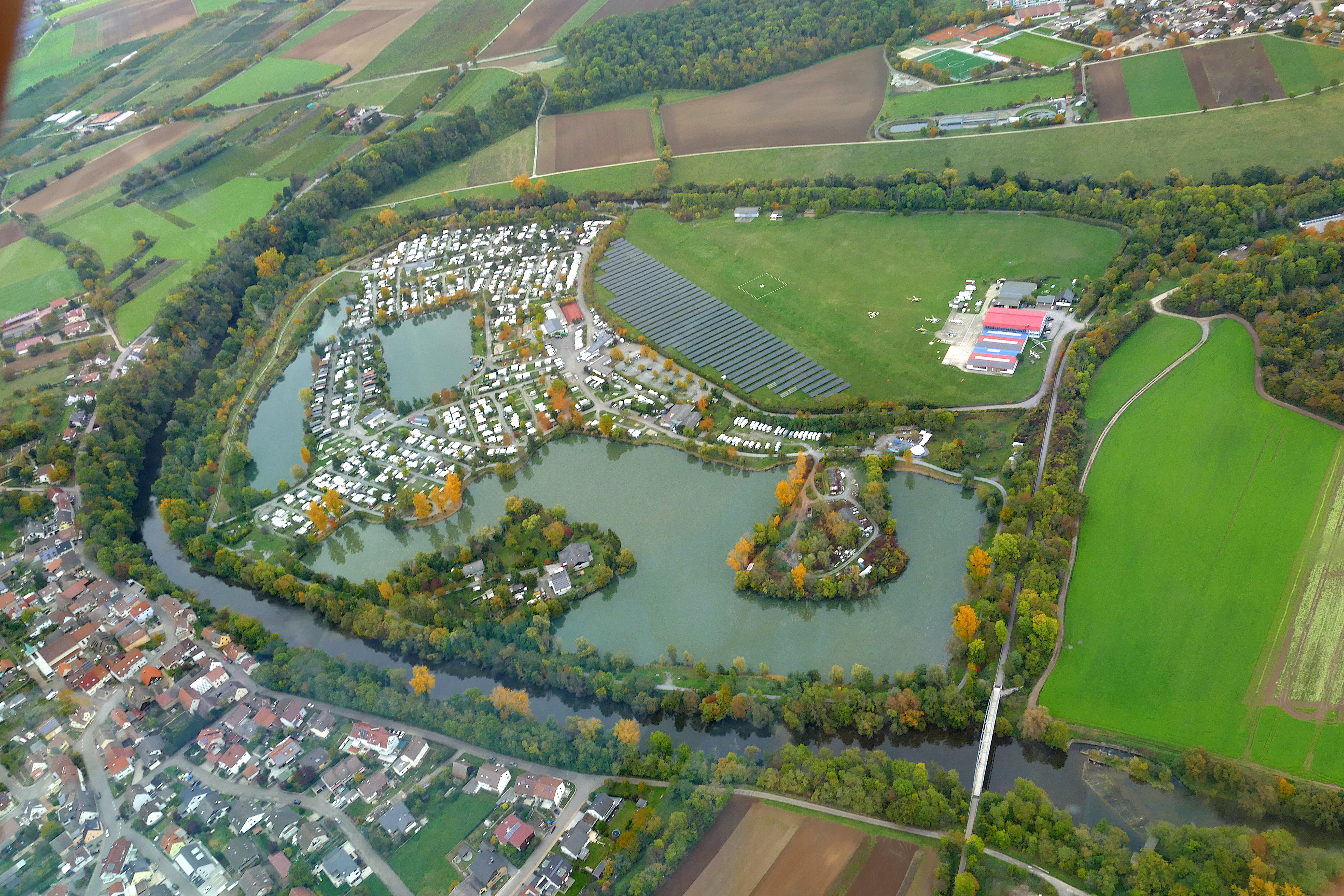
Der Sperrfechter Camping- und Freizeitpark und die Meravo-Luftreederei in der Kocherschleife bei Oedheim

### Medien
Über das Geschehen in Oedheim berichtet die Tageszeitung Heilbronner Stimme in ihrer Ausgabe N, Landkreis Nord.

### Bildung
Die Kochertalschule Oedheim ist eine Grund- und Hauptschule mit Werkrealschule.
Die Volkshochschule Unterland unterhält in Oedheim eine Außenstelle.

## Persönlichkeiten

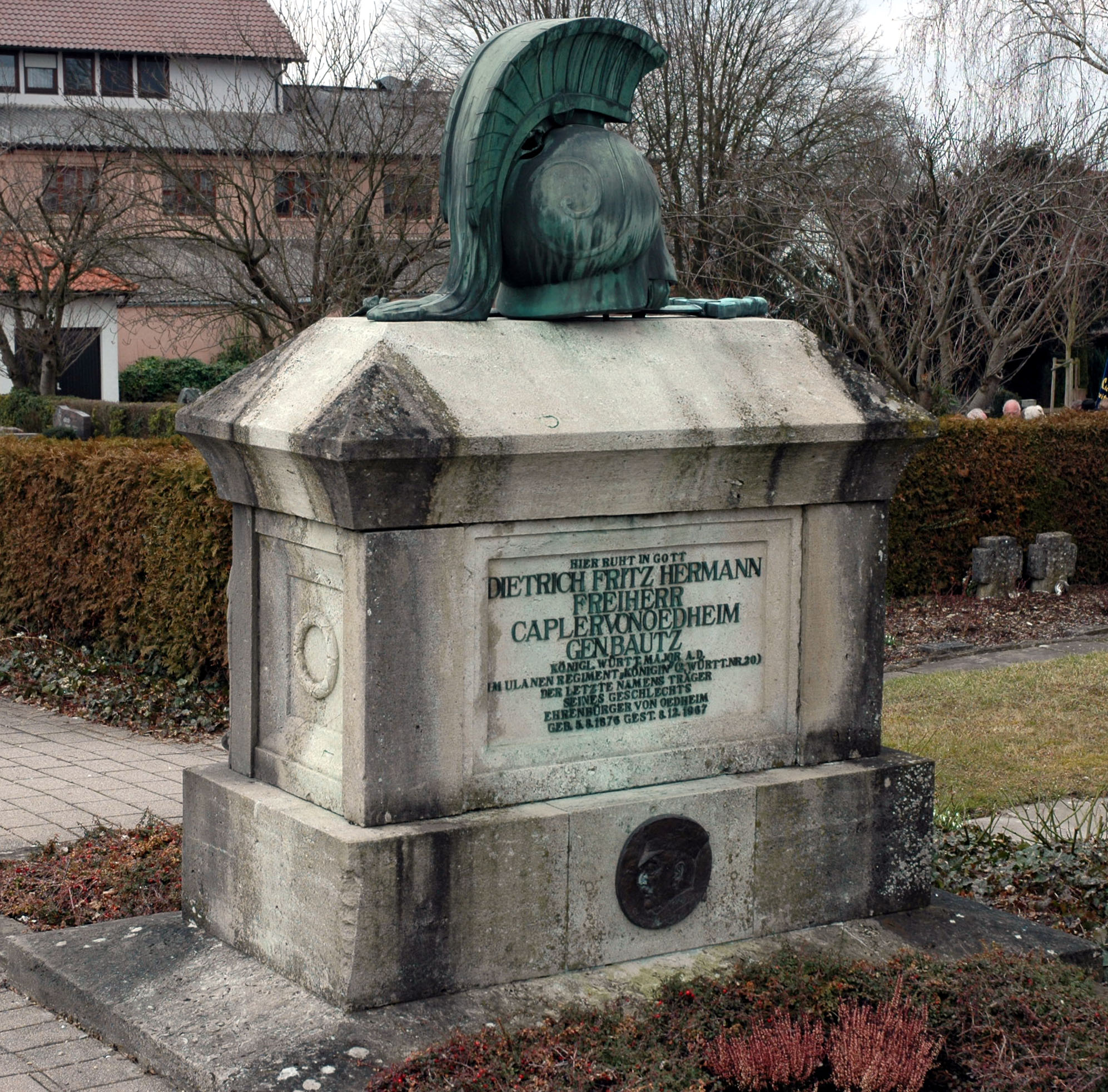
Grabmal von Dietrich Fritz Hermann Freiherr Capler von Oedheim genannt Bautz

### Ehrenbürger
Die Gemeinde Oedheim hat folgenden Personen das Ehrenbürgerrecht verliehen:
- 1901: Friedrich Laib (* 21. September 1819 in Oberndorf am Neckar; † 19. Januar 1903 in Rottenburg am Neckar), Pfarrer in Oedheim von 1867 bis 1899
- 1911: Hugo Josef Thomas Roth (* 21. Dezember 1851 in Steinbach; † 2. November 1942 in Oedheim), Pfarrer in Oedheim von 1900 bis 1924
- 1961: Dietrich Fritz Hermann Freiherr Capler von Oedheim genannt Bautz (* 5. August 1876 in Kochendorf; † 8. Dezember 1967 in Stuttgart), letzter Vertreter des lokalen Adelsgeschlechts Capler von Oedheim
- 1975: Anton Henkel (* 4. Februar 1902 in Berkheim; † 3. Oktober 1987), Lehrer und Schulleiter in Oedheim von 1948 bis 1968, Heimatforscher. Nach ihm ist die Anton-Henkel-Straße benannt.
- 1987: Heinrich Fries (* 31. Dezember 1911 in Mannheim; † 19. November 1998 in München), römisch-katholischer Theologe der ökumenischen Bewegung, wuchs in Oedheim auf und ist dort begraben. Nach ihm ist die Heinrich-Fries-Straße benannt.

Die ehemalige Gemeinde Degmarn hat folgenden Personen das Ehrenbürgerrecht verliehen:
- 1966: August Horch (* 30. August 1895 in Degmarn; † 1. Juni 1982 ebenda), Bürgermeister in Degmarn von 1945 bis 1966

### Söhne und Töchter der Gemeinde
- Franz Theodor Wirth (* 2. Oktober 1777; † 20. November 1850 in Stuttgart), Oberamtmann
- Bernhard Huss (* 24. Februar 1876; † 5. August 1948 in Mariannhill), katholischer Missionar. Nach ihm ist die Bernhard-Huss-Straße benannt.
- Paul Strenkert (* 9. Januar 1899; † 1. Dezember 1989 in Kempten), Gewerkschafter und Politiker (BVP, später CSU)
- Karl Grathwohl (* 23. September 1905; † 26. Mai 1982 in Heidelberg), Geologe und Politiker (FDP/DVP)
- Franz Mosthav (* 13. Juni 1916; † 19. Juli 2000 in München), Schauspieler

### Persönlichkeiten, die vor Ort gewirkt haben
- Joseph Emerich (* 21. September 1801 in Neckarsulm; † 1. November 1861 in Stuttgart), 1827 bis 1861 Schultheiß von Oedheim, Landtagsabgeordneter.
- Johann August Freiherr von Wächter (* 3. April 1807 in Den Haag; † 3. August 1879 in Lautenbach), Diplomat und württembergischer Außenminister, war Gutsherr von Lautenbach und wirkte in Oedheim und Umgebung als Mäzen.